# Lottie Lyell
Pour les articles homonymes, voir Lyell.
Lottie Lyell, née Charlotte Edith Cox le 23 février 1890, morte le 21 décembre 1925, est une actrice australienne, également scénariste et réalisatrice. Elle est considérée comme la première « star » du cinéma australien,,.

## Biographie
Lottie Lyell  est née en 1890 à Balmain, une banlieue de Sydney, en Nouvelle-Galles du Sud. En 1912, elle commence une relation amoureuse avec le réalisateur Raymond Longford. Le couple vit à Brisbane et forme l'un des partenariats les plus productifs et les plus influents de l'histoire du cinéma australien. Bien que Longford fût séparé, son épouse catholique refusa de divorcer et il ne put jamais épouser Lyell. Elle contracta la tuberculose et mourut à son domicile de Roseville, dans le nord de Sydney, le 21 décembre 1925 à l'âge de 35 ans. Longford mourut en 1959, et fut enterré aux côtés de Lyell au cimetière et crématorium de Macquarie Park.

## Filmographie

### Actrice

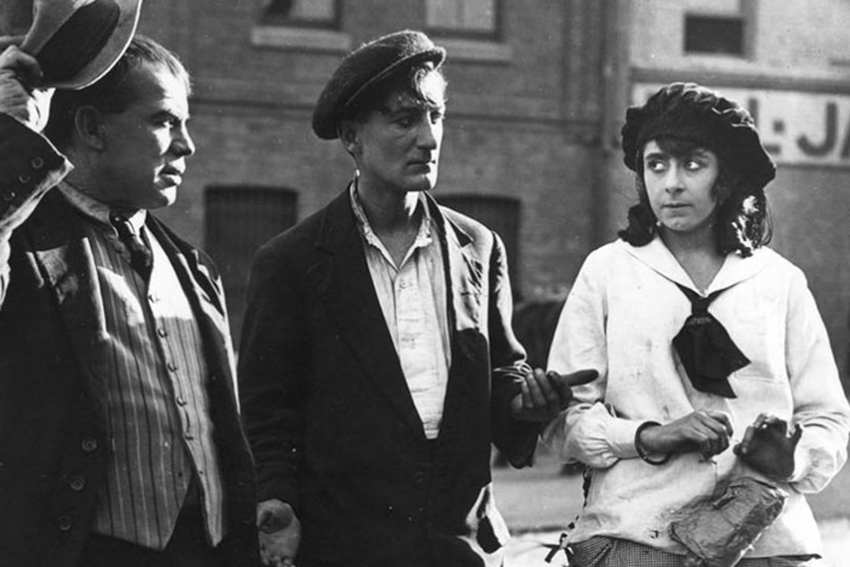
Arthur Tauchert, Gilbert Emery et Lottie Lyell dans une scène du film The Sentimental Bloke (1919).

- 1911 : Captain Midnight, the Bush King (en)
- 1911 : Captain Starlight, or Gentleman of the Road (en)
- 1911 : The Fatal Wedding (en) : Mabel Wilson
- 1911 : The Life of Rufus Dawes (en)
- 1911 : The Romantic Story of Margaret Catchpole (en) : Margaret Catchpole
- 1912 : The Tide of Death (en) : Sylvia Grey
- 1912 : The Midnight Wedding (en) : Princess Astrea
- 1913 : Australia Calls: Beatrice Evans
- 1913 : Pommy Arrives in Australia (en) or Pommy, the Funny Little New Chum
- 1913 : 'Neath Austral Skies (en) : Eileen Delmont
- 1914 : Trooper Campbell (en)
- 1914 : The Swagman's Story (en)
- 1914 : Taking his Chance (en)
- 1914 : The Silence of Dean Maitland : Marion
- 1915 : We'll Take her Children in amongst our own (en)
- 1916 : A Maori Maid's Love (en)
- 1916 : The Mutiny of the Bounty (en) : Nessy Heywood
- 1917 : The Church and the Woman : Eileen Shannon
- 1918 : The Woman Suffers : Marjory Manton
- 1919 : The Sentimental Bloke : Doreen
- 1920 : Ginger Mick (en) : Doreen
- 1921 : Rudd's New Selection (en) : Nell Garvin
- 1923 : The Dinkum Bloke : Nell Garvin
- 1923 : An Australian by Marriage (en) : Isabelle

### Scénariste
- 1913 : Australia Calls
- 1916 : The Mutiny of the Bounty
- 1919 : The Sentimental Bloke
- 1920 : On Our Selection
- 1920 : Ginger Mick
- 1921 : Rudd's New Selection
- 1921 : The Blue Mountains Mystery
- 1923 : The Dinkum Bloke
- 1923 : Australia Calls
- 1925 : The Bushwhackers
- 1926 : The Pioneers
- 1926 : Sons of Australia, distribué sous le titre Peter Vernon's Silence

### Monteuse
- 1916 : The Mutiny of the Bounty (en)
- 1919 : The Sentimental Bloke

### Productrice
- 1923 : The Dinkum Bloke

### Assistante réalisation
- 1923 : The Dinkum Bloke de Raymond Longford

### Réalisatrice
- 1921 : The Blue Mountains Mystery (co-réalisé avec Raymond Longford)

## Postérité
Lottie Lyell a été inscrite dans le Victorian Honour Roll of Women (en) en 2001,.